# Rafael Ferrando
Rafael Ferrando (1966) es un astrónomo aficionado español. En 1996 creó el Observatorio Astronómico de Segorbe.

## Descubrimientos
- Según el Centro de Planetas Menores,  ha logrado descubrir 570 asteroides entre 2001 y 2013.[1]
- Sus últimos hallazgos son dos objetos próximos a la Tierra, es decir asteroides considerados peligrosos, ya que sus órbitas pasan cerca o cruzan la de la Tierra. Es conocido por ser el primer astrónomo aficionado español en descubrir uno de estos cuerpos.[2]
- En reconocimiento de sus logros, se nombró al asteroide (161545) Ferrando en su honor.[3]
- Ha nombrado algunos asteroides por importantes ajedrecistas: (78071) Vicent y (90414) Karpov.[4]

## Participación académica
- Ha sido ponente en el Congreso Astronomía: Colaboración Pro-Am realizado en Córdoba en 2009.[5]